# Mercado Municipal de Curitiba
O Mercado Municipal de Curitiba é um tradicional mercado público da capital do estado brasileiro do Paraná.
Com ampla variedade, ali são comercializados alimentos, como frutas, hortigranjeiros, bebidas, queijos, ervas medicinais, temperos e especiarias, iguarias, conservas, pescados, embutidos, carnes exóticas e com cortes especiais, produtos de decoração, utensílios domésticos, produtos de limpeza, armarinhos, chocolates e outros.
Sua praça de alimentação conta com vários restaurantes e lanchonetes.

## História
O primeiro mercado público da cidade de Curitiba surgiu em 1864, no antigo Largo da Ponte, atual Praça Zacarias, em um imóvel de propriedade do governo da província do Paraná e localizado numa construção ao lado do Rio do Ivo. O mercado era popularmente chamado de Mercado dos Quartinhos. Em 1869, o governo requisitou a desocupação do local e assim o mercado desapareceu por quatro anos, até que em 1873, no dia do aniversário da emancipação do Paraná, em 19 de dezembro, foi lançada a pedra fundamental para a construção de uma nova sede, agora localizado no Largo da Cadeia, atual Praça Generoso Marques. Em 11 de outubro de 1874, foi inaugurado o novo Mercado Municipal de Curitiba. Em 1890 o Largo da Cadeia foi rebatizado como Largo do Mercado.
Em 1912, o prédio foi fechado e demolido para dar lugar ao Paço Municipal, e assim o mercado foi transferido provisoriamente para o Largo da Nogueira, atual Praça 19 de Dezembro. Em 1915, nova transferência, agora para um imóvel em estilo Chalet, no Batel, que ficava onde é hoje a Praça Theodoro Bayma. Neste endereço permaneceu até 1937, quando foi demolido e novamente os curitibanos ficaram sem um entreposto fixo para a compra de víveres.
Com a execução do projeto Agache, foi planejado para a cidade um lugar específico para o Mercado Municipal, porém, a execução não saiu do papel e neste meio tempo a prefeitura regulamentou as feiras livres, assim os hortifrutigranjeiros percorriam os bairros da capital para a venda de seus produtos. Cada dia da semana era em uma diferente região.
Nei Braga, quando eleito prefeito em 1954, aprovou a Lei n° 1.136/1955, que determinou a construção do "novo" Mercado Municipal de Curitiba. Entre maio de 1956 e julho de 1958, o projeto do engenheiro Saul Raiz foi executado em um terreno, defronte às oficinas da antiga Rede Ferroviária, atual Rodoferroviária de Curitiba, inaugurado em 2 de agosto de 1958.
Em 2010, foi reformado e ampliado, passando a ocupar toda a quadra entre a Avenida Sete de Setembro e a Avenida Presidente Affonso Camargo.

## Ligações externjas
- Linha do Tempo Site do Mercado Municipal de Curitiba – acessado em 6 de julho de 2010